# Mogangina bromi
Mogangina bromi är en insektsart som beskrevs av Alexander Fyodorovich Emeljanov 1962. Mogangina bromi ingår i släktet Mogangina och familjen dvärgstritar. Inga underarter finns listade i Catalogue of Life.